# Mahabaleshwar
Mahabaleshwar est une ville et un conseil municipal situés dans le district de Satara, dans l'état de Maharashtra en Inde.
La ville est située sur un plateau surélevé des Ghats occidentaux à 120 km au sud-ouest de Pune et à 285 km de Mumbai. Elle était la capitale d'été de la province de Bombay durant le Raj britannique et est aujourd'hui une destination touristique prisée.
C'est sur son territoire que se situe la source de la Krishna, un fleuve de 1 400 km de long.
- (en) Cet article est partiellement ou en totalité issu de l’article de Wikipédia en anglais intitulé « Mahabaleshwar » (voir la liste des auteurs).